# Jesse Carver
Jesse Carver (né le 7 juillet 1911 à Liverpool en Angleterre et mort le 29 novembre 2003 à Bournemouth) est un footballeur anglais, qui a évolué au poste de défenseur aux Blackburn Rovers et à Newcastle United. Après sa carrière de footballeur, Carver est devenu entraîneur.

## Biographie

### En tant que joueur
En tant que joueur, il joua dans deux clubs anglais au poste de défenseur (Blackburn Rovers et Newcastle United). Il ne remporta rien. Avec la guerre, il arrêta sa carrière de joueur, pour être policier.

### En tant qu'entraîneur
Après la Guerre, il devient entraîneur de nombreux clubs en Angleterre, aux Pays-Bas, en Italie et à Chypre. 
Sa première bonne période de succès en tant qu'entraîneur fut lorsque Carver arriva en Italie en 1949 à la Juventus en remplacement de l'écossais Billy Chalmers. Il reste deux saisons au club et dirige son premier match sur le banc de la Vieille Dame le 11 septembre 1949 lors d'une victoire 5-2 sur la Fiorentina en Serie A.

À la fin de la saison 1949-50, il remporte enfin le scudetto tant attendu par le club après 15 années de disette sans titres pour la Juve (la plus longue période sans titres de l'histoire du club), puis termine ensuite à la troisième place saison suivante. Il quitte ensuite le club après 76 matchs dirigés sur le banc (dont 51 victoires).
Il reste ensuite une dizaine d'années en Italie (excepté en 1952 où il prit les rênes de West Bromwich Albion), avant de finir sa carrière d'entraîneur avec un dernier challenge à Chypre à l'APOEL Nicosie (avec qui il remporte une coupe et une supercoupe de Chypre en 1963).

## Palmarès

### En tant qu'entraîneur
| Juventus - Championnat d'Italie (1) : - Champion : 1949-50. | Lazio - Coupe d'Italie : - Finaliste : 1960-61. | APOEL - Championnat de Chypre : - Vice-champion : 1962-63. - Coupe de Chypre (1) : - Vainqueur: 1962-63. - Supercoupe de Chypre (1) : - Vainqueur: 1962-63. |